# 米克·斯塔頓
米克·斯塔頓（英語：David Michael Staton, Mick Staton，1940年2月11日—2014年4月14日），是一名美国共和党政治家，1981年至1983年期间，他代表西維吉尼亞州第三眾議員選區担任美国参议院议员。
2014年4月14日，他死于弗吉尼亚州温彻斯特，享年74岁。